# Sünde (Album)
Sünde ist das dritte Album der deutschen Rockband Eisbrecher. Es erschien nach einjähriger Entstehungszeit im Jahr 2008.
Die Besetzung auf dem Album besteht zwar nun wieder nur aus den beiden Gründungsmitgliedern Alexander Wesselsky und Noel Pix, jedoch finden sich auf dem Album an einigen Stellen musikalische Unterstützung durch andere Musiker.

## Inhalt
Wie auch schon bei den Vorgängern ist bei dem Album kein Konzept vorhanden, mit Zu sterben sowie Komm süßer Tod finden sich jedoch zwei Lieder, die sich thematisch um Selbstmord drehen, eine Thematik, die bereits auf den vorherigen Alben zu finden war. Heilig behandelt das Thema BDSM („Hör auf zu schrei'n, Strafe muss sein“), während Alkohol die Folgen des Alkoholkonsums beschreibt.

## Stil
Das Album ist eine Mischung aus Elektronik, Rock und teilweise auch Metal.
Mit Kuss sowie Verdammt sind finden sich auch wie gewohnt zwei rein instrumentale Lieder, wobei das letztere direkt in das Lied Die durch die Hölle gehen übergeht.

## Kritik
Im Voraus gab Sänger Alexander Wesselsky bereits optimistisch bekannt, dass Eisbrecher eine mutige Platte gewesen war, Antikörper das Durchbruchsalbum darstellte und Sünde nun eine definitive Ansage werden würde: „Im Jahre Fünf nach der Erscheinung des Eisbrechers zieht Sünde Bilanz und gleichzeitig alle Register und wird [daher] unser erfolgreichstes Album werden.“
Im Gegensatz zur kurz vorher erschienenen Megaherz-Veröffentlichung Heuchler, deren Bewertung sehr unterschiedlich ausfielen, bekamen Eisbrecher nahezu durchgängig positive Kritiken. Das E-Zine laut.de gab an, dass Eisbrecher zwar „der Große Wurf (...) mit dem wichtigen, dritten Album nicht gelungen [ist]“, sie aber „vom Schiffbruch [...] immer noch weit entfernt [seien]“.

## Aufmachung
Die Covergestaltung enthält eine rote Schlange, die die Sünde symbolisieren soll (vgl. biblischer Sündenfall) und im Booklet selbst findet sich dieses Tier noch ein paarmal abgedruckt.
Ein „kalter Kollegengruß“ im Booklet geht an The Retrosic, SITD, Rotersand, Lacrimas Profundere, A Life Divided, Das Ich, Conny Kreitmeier und Tina Frank.

## Limitierte Version
Sünde – Winter Edition auf 500 Stück limitierte Sammleredition inkl. Glaswürfel mit 3D Gravur „Eisbrecher“.

## Titelliste
1. Kann denn Liebe Sünde sein? – 4:51
2. Alkohol – 4:04
3. Komm süßer Tod – 4:37
4. Heilig – 4:47
5. Verdammt sind – 1:41
6. Die durch die Hölle gehen – 3:54
7. Herzdieb – 4:27
8. 1000 Flammen – 4:13
9. This is Deutsch – 4:26
10. Zu sterben – 5:19
11. Mehr Licht – 4:30
12. Kuss – 4:21
13. Blut und Tränen – 5:06 (nur auf Digipak-Version)
14. This is Deutsch (SITD-Remix) – 4:43
15. Alkohol (Roter Sand-Remix) – 5:08 (nur auf Digipak-Version)
16. Kann denn Liebe Sünde sein? (SITD-Remix) – 4:05 (nur auf Digipak-Version)

## Sonstiges
Wer sich das Album noch in der ersten Verkaufswoche zulegte, konnte zusammen mit einem Bild von sich und dem Album eine Kopie des Kaufbelegs einschicken und bekam dafür von der Band eine signierte Autogrammkarte sowie eine weitere Überraschung.